# Marcos Croce
Marcos Francisco Croce (Argentina, 6 de marzo de 1894 - 10 de julio de 1978) fue un futbolista argentino que se desempeñaba en la posición de arquero. Desarrolló la mayor parte de su carrera en Racing Club, además de haber tenido un paso por Alumni, Estudiantes (BA) y Palermo.

## Trayectoria
Su debut tuvo lugar en Alumni. Luego de un paso por Club Atlético Estudiantes fue transferido en 1917 a Racing Club, que venía de ser tetracampeón. En este club sería donde Croce tuvo el pico en su carrera, cosechando en su paso 10 títulos y consiguiendo tener en su poder una valla invicta de 1077 minutos entre 1920 y 1921, es decir 11 partidos y 67 minutos, el cual es el récord histórico de la Primera División de Argentina. Luego de su trayecto en "La Academia" pasó al Club Atlético Palermo, donde finalmente se retiró. 
El 10 de julio de 1978 esta leyenda del fútbol argentino bajo los 3 palos falleció a los 84 años de edad.

## Palmarés

### Tītulos nacionales
| N.º | Título           | Club        | País      | Año  |
| --- | ---------------- | ----------- | --------- | ---- |
| 1   | Primera División | Racing Club | Argentina | 1917 |
| 2   | Primera División | Racing Club | Argentina | 1918 |
| 3   | Primera División | Racing Club | Argentina | 1919 |
| 4   | Primera División | Racing Club | Argentina | 1921 |
| 5   | Primera División | Racing Club | Argentina | 1925 |
| 1   | Copa de Honor    | Racing Club | Argentina | 1917 |
| 2   | Copa Ibarguren   | Racing Club | Argentina | 1917 |
| 3   | Copa Ibarguren   | Racing Club | Argentina | 1918 |

### Títulos internacionales
| N.º | Título     | Club        | País      | Año  |
| --- | ---------- | ----------- | --------- | ---- |
| 1   | Copa Aldao | Racing Club | Argentina | 1917 |
| 2   | Copa Aldao | Racing Club | Argentina | 1918 |

## Selección nacional argentina
| Copa              | Sede      | Resultado  |
| ----------------- | --------- | ---------- |
| Copa América 1916 | Argentina | Subcampeón |